# Saison 2018-2019 de l'AC Milan
 (avril 2019).
Si vous disposez d'ouvrages ou d'articles de référence ou si vous connaissez des sites web de qualité traitant du thème abordé ici, merci de compléter l'article en donnant les références utiles à sa vérifiabilité et en les liant à la section « Notes et références ».
Maillots
Chronologie
Saison précédente Saison suivante
La saison 2018-2019 de l'AC Milan est la 85e saison du club en première division italienne. Elle marque notamment les débuts du partenariat avec l’équipementier Allemand Puma.

## Tableaux des transferts

### Transferts d'été
| Nom                  | Nationalité | Poste     | Transfert                    | Provenance/Destination | Division       |
| -------------------- | ----------- | --------- | ---------------------------- | ---------------------- | -------------- |
| Arrivées principales |             |           |                              |                        |                |
| Pepe Reina           | Espagne     | Gardien   | libre                        | SSC Naples             | Serie A        |
| Ivan Strinić         | Croatie     | Défenseur | libre                        | UC Sampdoria           | Serie A        |
| Fabio Borini         | Italie      | Attaquant | achat (5,5 millions d'euro)  | Sunderland FC          | Premier League |
| Alen Halilovic       | Croatie     | Milieu    | libre                        | Hambourg SV            | Bundesliga     |
| Gonzalo Higuaín      | Argentine   | Attaquant | prêt avec obligation d'achat | Juventus Turin         | Serie A        |
| Mattia Caldara       | Italie      | Défense   | achat (35 millions d'euros)  | Juventus Turin         | Serie A        |
| Gabriel              | Brésil      | gardien   | retour prêt                  | Empoli FC              | Serie B        |
| Alessandro Plizzari  | Italie      | Gardien   | retour prêt                  | Ternana                | Serie B        |
| Carlos Bacca         | Colombie    | Attaquant | retour prêt                  | Villarreal CF          | Liga           |
| Tiémoué Bakayoko     | France      | Milieu    | prêt                         | Chelsea FC             | Premier League |
| Diego Laxalt         | Uruguay     | Milieu    | achat (14 millions d'euros)  | Genoa CFC              | Serie A        |
| Samu Castillejo      | Espagne     | Attaquant | prêt                         | Villarreal CF          | Liga           |
| Départs principaux   |             |           |                              |                        |                |
| Leonardo Bonucci     | Italie      | Défense   | vente (35 millions d'euros)  | Juventus Turin         | Serie A        |
| Gustavo Gómez        | Paraguay    | Défense   | vente (1.5 million d'euros)  | SE Palmeiras           | Serie A        |
| Nikola Kalinic       | Croatie     | Attaque   | vente (15 millions d'euros)  | Atletico Madrid        | Liga           |
| Marco Storari        | Italie      | Gardien   | arrêt carrière               |                        |                |
| André Silva          | Portugal    | Attaque   | prêt                         | Séville FC             | Liga           |
| Luca Antonelli       | Italie      | Défense   | transfert                    | Empoli FC              | Serie A        |
| Manuel Locatelli     | Italie      | Milieu    | prêt                         | US Sassuolo            | Serie A        |
| Carlos Bacca         | Colombie    | Attaquant | transfert                    | Villarreal CF          | Liga           |
| Gabriel              | Brésil      | gardien   | prêt                         | Perugia AC             | Serie B        |

### Transferts d'hiver
| Nom                  | Nationalité | Poste     | Transfert                       | Provenance/Destination | Division       |
| -------------------- | ----------- | --------- | ------------------------------- | ---------------------- | -------------- |
| Départs principaux   |             |           |                                 |                        |                |
| Gonzalo Higuaín      | Argentine   | Attaquant | Transfert (millions d'euros)    | Chelsea FC             | Premier League |
| Stefan Simić         | Tchéquie    | Défenseur | Prêt                            | Frosinone Calcio       | Serie A        |
| Alen Halilovic       | Croatie     | Milieu    | Prêt                            | Standard Liège         | Jupiler League |
| Arrivées principales |             |           |                                 |                        |                |
| Lucas Paquetá        | Brésil      | Milieu    | Transfert (35 millions d'euros) | CR Flamengo            | Serie A        |
| Krzysztof Piątek     | Pologne     | Attaquant | Transfert (35 millions d'euros) | Genoa CFC              | Serie A        |

## Résultats

### Serie A
| Journée | Date              | Lieu      | Adversaire         | Score | Buteur(s) pour l'AC Milan                     |
| ------- | ----------------- | --------- | ------------------ | ----- | --------------------------------------------- |
| 2e      | 26 août 2018      | Extérieur | SSC Naples         | 2-3   | Bonaventura 15e, Calabria 49e                 |
| 3e      | 2 septembre 2018  | Domicile  | AS Rome            | 2-1   | Kessié 40e, Cutrone 90+5e                     |
| 4e      | 16 septembre 2018 | Extérieur | Cagliari Calcio    | 1-1   | Higuaín 55e                                   |
| 5e      | 23 septembre 2018 | Domicile  | Atalanta Bergame   | 2-2   | Higuaín 2e, Bonaventura 61e                   |
| 6e      | 26 septembre 2018 | Extérieur | Empoli FC          | 1-1   | Capezzi 10e (csc)                             |
| 7e      | 30 septembre 2018 | Extérieur | US Sassuolo        | 4-1   | Kessié 39e, Suso 50e 90+4e, Castillejo 60e    |
| 8e      | 7 octobre 2018    | Domicile  | Chievo Vérone      | 3-1   | Higuaín 27e 34e, Bonaventura 56e              |
| 9e      | 21 octobre 2018   | Extérieur | Inter Milan        | 0-1   |                                               |
| 10e     | 28 octobre 2018   | Domicile  | Sampdoria de Gênes | 3-2   | Cutrone 17e, Higuaín 36e, Suso 62e            |
| 1re     | 31 octobre 2018   | Domicile  | Genoa CFC          | 2-1   | Suso 4e, Romagnoli 90+1e                      |
| 11e     | 4 novembre 2018   | Extérieur | Udinese Calcio     | 1-0   | Romagnoli 90+7e                               |
| 12e     | 11 novembre 2018  | Domicile  | Juventus FC        | 0-2   |                                               |
| 13e     | 25 novembre 2018  | Extérieur | SS Lazio           | 1-1   | Wallace 78e (csc)                             |
| 14e     | 2 décembre 2018   | Domicile  | Parme Calcio 1913  | 2-1   | Cutrone 55e, Kessié 71e (pen.)                |
| 15e     | 9 décembre 2018   | Domicile  | Torino FC          | 0-0   |                                               |
| 16e     | 18 décembre 2018  | Extérieur | Bologne FC         | 0-0   |                                               |
| 17e     | 22 décembre 2018  | Domicile  | ACF Fiorentina     | 0-1   |                                               |
| 18e     | 26 décembre 2018  | Extérieur | Frosinone Calcio   | 0-0   |                                               |
| 19e     | 29 décembre 2018  | Domicile  | SPAL               | 2-1   | Castillejo 16e, Higuaín 64e                   |
| 20e     | 21 janvier 2019   | Extérieur | Genoa CFC          | 2-0   | Borini 72e, Suso 83e                          |
| 21e     | 27 janvier 2019   | Domicile  | SSC Naples         | 0-0   |                                               |
| 22e     | 3 février 2019    | Extérieur | AS Rome            | 1-1   | Piątek 26e                                    |
| 23e     | 10 février 2019   | Domicile  | Cagliari Calcio    | 3-0   | Ceppitelli 18e (csc), Paquetá 22e, Piątek 62e |
| 24e     | 17 février 2019   | Domicile  | Atalanta Bergame   | 3-1   | Piątek 45e 61e, Çalhanoğlu 55e                |
| 25e     | 24 février 2019   | Domicile  | Empoli FC          | 3-0   | Piątek 49e, Kessié 51e, Castillejo 67e        |
| 26e     | 3 mars 2019       | Domicile  | US Sassuolo        | 1-0   | Lirola 35e (csc)                              |
| 27e     | 10 mars 2019      | Extérieur | Chievo Vérone      | 2-1   | Biglia 31e (cf.), Piątek 57e                  |
| 28e     | 17 mars 2019      | Domicile  | Inter Milan        | 2-3   | Bakayoko 57e, Musacchio 71e                   |
| 29e     | 31 mars 2019      | Extérieur | Sampdoria de Gênes | 0-1   |                                               |
| 30e     | 3 avril 2019      | Domicile  | Udinese Calcio     | 1-1   | Piątek 44e                                    |
| 31e     | 7 avril 2019      | Extérieur | Juventus FC        | 1-2   | Piątek 39e                                    |
| 32e     | 14 avril 2019     | Domicile  | SS Lazio           | 1-0   | Kessié 79e (pen.)                             |
| 33e     | 20 avril 2019     | Extérieur | Parme Calcio 1913  | 1-1   | Castillejo 69e                                |
| 34e     | 28 avril 2019     | Extérieur | Torino FC          | 0-2   |                                               |
| 35e     | 5 mai 2019        | Domicile  | Bologne FC         | 2-1   | Suso 37e, Borini 67e                          |
| 36e     | 11 mai 2019       | Extérieur | AC Fiorentina      | 1-0   | Çalhanoğlu 35e                                |
| 37e     | 19 mai 2019       | Domicile  | Frosinone Calcio   | 2-0   | Piątek 57e, Suso 66e (cf.)                    |
| 38e     | 26 mai 2019       | Extérieur | SPAL               | 3-2   | Çalhanoğlu 18e, Kessié 23e 66e (pen.)         |

### Classement
| Rang | Équipe             | Pts | J  | G  | N  | P  | Bp | Bc | Diff |
| ---- | ------------------ | --- | -- | -- | -- | -- | -- | -- | ---- |
| 1    | Juventus FC T C S  | 90  | 38 | 28 | 6  | 4  | 70 | 30 | +40  |
| 2    | SSC Naples         | 79  | 38 | 24 | 7  | 7  | 74 | 36 | +38  |
| 3    | Atalanta Bergame   | 69  | 38 | 20 | 9  | 9  | 77 | 46 | +31  |
| 4    | Inter Milan        | 69  | 38 | 20 | 9  | 9  | 57 | 33 | +24  |
| 5    | AC Milan           | 68  | 38 | 19 | 11 | 8  | 55 | 36 | +19  |
| 6    | AS Rome            | 66  | 38 | 18 | 12 | 8  | 66 | 48 | +18  |
| 7    | Torino FC          | 63  | 38 | 16 | 15 | 7  | 52 | 37 | +15  |
| 8    | SS LazioC          | 59  | 38 | 17 | 8  | 13 | 56 | 46 | +10  |
| 9    | Sampdoria de Gênes | 53  | 38 | 15 | 8  | 15 | 60 | 51 | +9   |
| 10   | Bologne FC         | 44  | 38 | 11 | 11 | 16 | 48 | 56 | -8   |
| 11   | US Sassuolo        | 43  | 38 | 9  | 16 | 13 | 53 | 60 | -7   |
| 12   | SPAL               | 42  | 38 | 11 | 9  | 18 | 44 | 56 | -12  |
| 13   | Udinese Calcio     | 43  | 38 | 11 | 10 | 17 | 39 | 53 | -14  |
| 14   | Parme Calcio 1913P | 41  | 38 | 10 | 11 | 17 | 41 | 61 | -20  |
| 15   | Cagliari Calcio    | 41  | 38 | 10 | 11 | 17 | 36 | 54 | -18  |
| 16   | ACF Fiorentina     | 41  | 38 | 8  | 17 | 13 | 47 | 45 | +2   |
| 17   | Genoa CFC          | 38  | 38 | 8  | 14 | 16 | 39 | 57 | -18  |
| 18   | Empoli FC P        | 38  | 38 | 10 | 8  | 20 | 51 | 70 | -19  |
| 19   | Frosinone Calcio P | 25  | 38 | 5  | 10 | 23 | 29 | 69 | -40  |
| 20   | Chievo Vérone      | 17  | 38 | 2  | 14 | 22 | 25 | 75 | -50  |

Qualifications européennes
Ligue des champions de l'UEFA 2019-2020
Ligue Europa 2019-2020
Relégation
Abréviations
Chievo Vérone pénalité de 3 points
1. ↑  Atalanta est devant l'Inter Milan en vertu des points en confrontations directes.
2. ↑  Positions determinées par les points en confrontations directes: Parme: 9 points; Cagliari: 7 points; Fiorentina: 1 point.
3. ↑  La Genoa est devant Empoli en vertu des points en confrontations directes.

### Évolution du classement
| Journée  | 2  | 3  | 4  | 5  | 6  | 7  | 8  | 9  | 10 | 1 | 11 | 12 | 13 | 14 | 15 | 16 | 17 | 18 | 19 | 20 | 21 | 22 | 23 | 24 | 25 | 26 | 27 | 28 | 29 | 30 | 31 | 32 | 33 | 34 | 35 | 36 | 37 | 38 | Journées en tête |
| -------- | -- | -- | -- | -- | -- | -- | -- | -- | -- | - | -- | -- | -- | -- | -- | -- | -- | -- | -- | -- | -- | -- | -- | -- | -- | -- | -- | -- | -- | -- | -- | -- | -- | -- | -- | -- | -- | -- | ---------------- |
| Rang     | 17 | 14 | 15 | 13 | 14 | 11 | 10 | 12 | 7  | 4 | 4  | 5  | 5  | 4  | 4  | 4  | 5  | 6  | 5  | 4  | 4  | 4  | 4  | 4  | 4  | 3  | 3  | 4  | 4  | 4  | 4  | 4  | 4  | 7  | 5  | 5  | 5  | 5  | 0                |
| Résultat | D  | V  | N  | N  | N  | V  | V  | D  | V  | V | V  | D  | N  | V  | N  | N  | D  | N  | V  | V  | N  | N  | V  | V  | V  | V  | V  | D  | D  | N  | D  | V  | N  | D  | V  | V  | V  | V  | —                |

### Coupe d'Italie
| Tour       | Date            | Lieu      | Adversaire         | Score | Buteurs pour l'AC Milan |
| ---------- | --------------- | --------- | ------------------ | ----- | ----------------------- |
| 1/8 finale | 12 janvier 2019 | Extérieur | Sampdoria de Gênes | 2-0   | Cutrone 102e, 108e      |
| 1/4 finale | 29 janvier 2019 | Domicile  | SSC Naples         | 2-0   | Piątek 11e, 27e         |
| 1/2 finale | 27 février 2019 | Extérieur | SS Lazio           | 0-0   |                         |
|            | 24 avril 2019   | Domicile  | SS Lazio           | 0-1   |                         |

### Supercoupe d'Italie
| Tour   | Date            | Lieu    | Adversaire  | Score | Buteurs pour l'AC Milan |
| ------ | --------------- | ------- | ----------- | ----- | ----------------------- |
| Finale | 16 janvier 2019 | Djeddah | Juventus FC | 0-1   |                         |

### Ligue Europa
| Tour   | Date              | Lieu      | Adversaire | Score | Buteurs pour l'AC Milan                                                       |
| ------ | ----------------- | --------- | ---------- | ----- | ----------------------------------------------------------------------------- |
| Poules | 20 septembre 2018 | Extérieur | Dudelange  | 1-0   | Higuaín 59e                                                                   |
|        | 4 octobre 2018    | Domicile  | Olympiakos | 3-1   | Cutrone 70e 79e, Higuaín 76e                                                  |
|        | 25 octobre 2018   | Domicile  | Real Betis | 1-2   | Cutrone 83e                                                                   |
|        | 8 novembre 2018   | Extérieur | Real Betis | 1-1   | Suso 62e (cf.)                                                                |
|        | 29 novembre 2018  | Domicile  | Dudelange  | 5-2   | Cutrone 21e, Stélvio 66e (csc), Çalhanoğlu 70e, Schnell 78e (csc), Borini 81e |
|        | 13 décembre 2018  | Extérieur | Olympiakos | 1-3   | Zapata 71e                                                                    |